# Interfererende motor

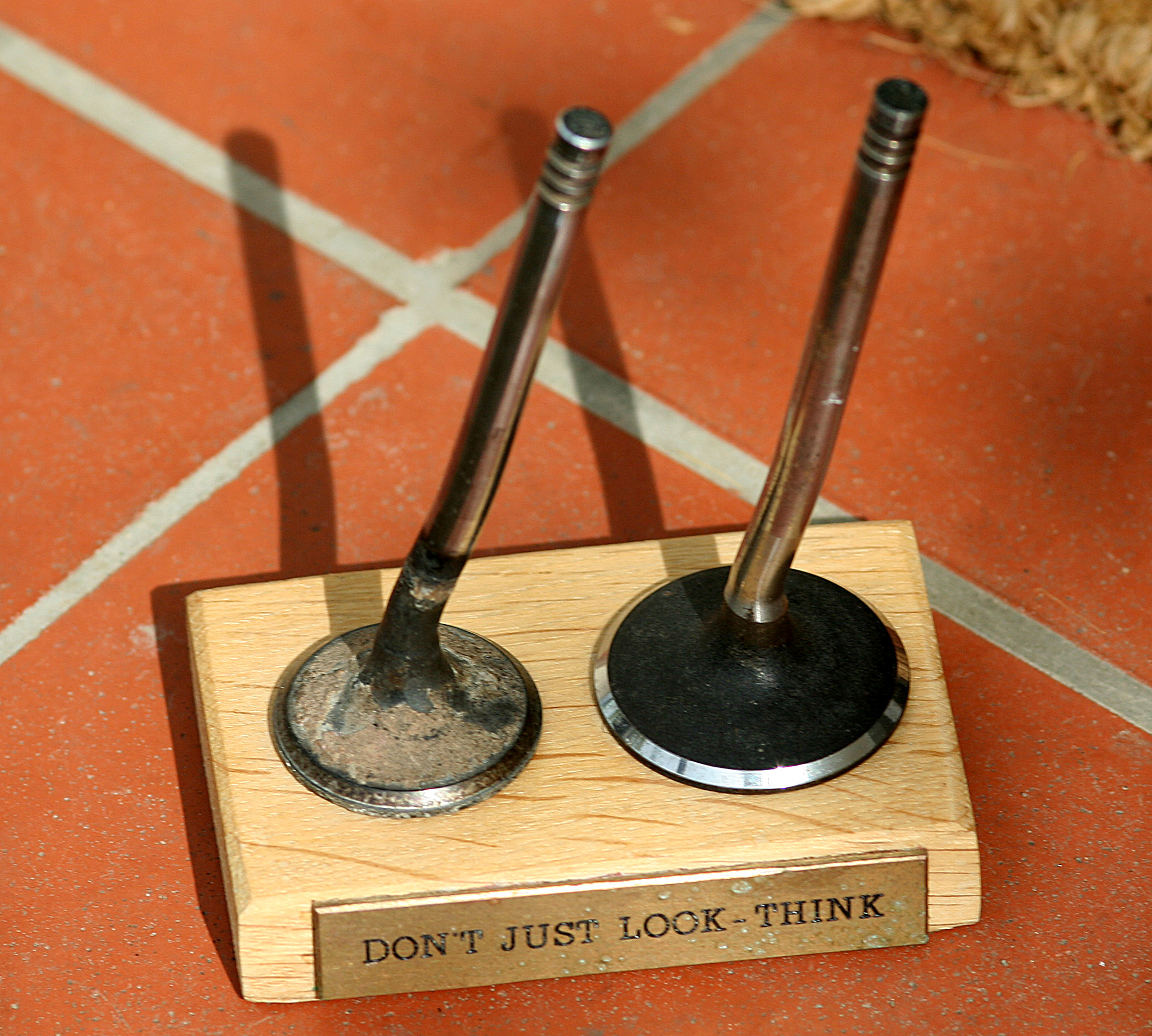
Verbogen kleppen na contact met de zuiger

Een interfererende verbrandingsmotor is een verbrandingsmotor waarin bij breuk van de distributieketting of distributieriem de kleppen de zuigers kunnen raken.
Bij een niet interfererende motor komen de kleppen niet diep genoeg.